# Souvrství Cerro Fortaleza

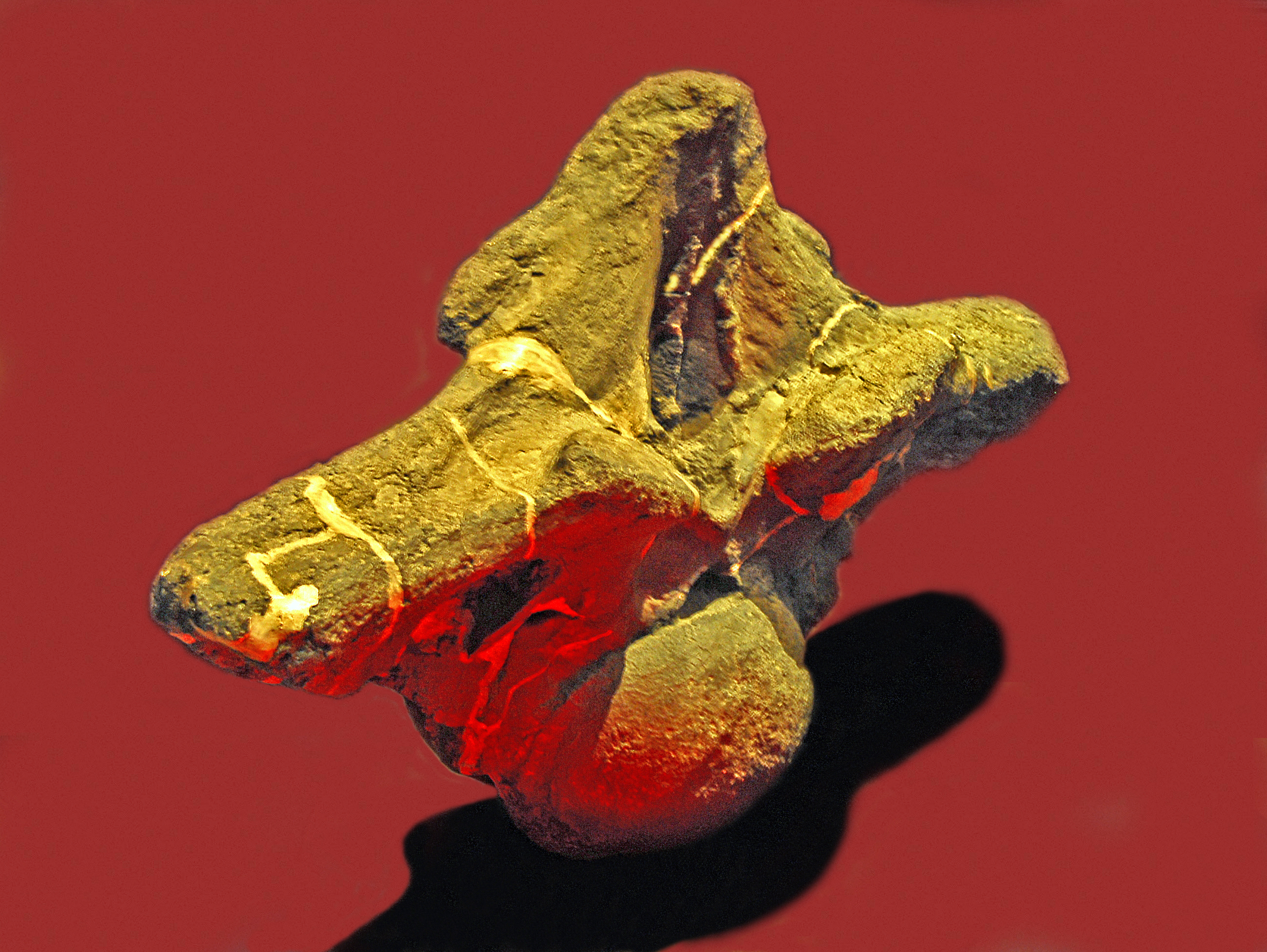
Fosilní obratel obřího sauropoda druhu Puertasaurus reuili.

Souvrství Cerro Fortaleza je geologickou formací z období pozdní křídy (geologické věky kampán až maastricht, stáří 84 až 66 milionů let), jehož sedimentární výchozy se nacházejí na území argentinské provincie Santa Cruz. Ve starší literatuře byla označována také jako souvrství Pari Aike a předpokládalo se, že pochází z období geologických věků cenoman až santon (stáří 100 až 84 milionů let).

## Charakteristika
Převládajícím typem horniny v tomto souvrství je pískovec a mocnost sedimentů dosahuje až 460 metrů. Ze sedimentů tohoto souvrství jsou známé zejména dva populární druhy dinosaurů, obří titanosaurní sauropodi druhů Puertasaurus reuili a Dreadnoughtus schrani.

## Objevené druhy dinosaurů

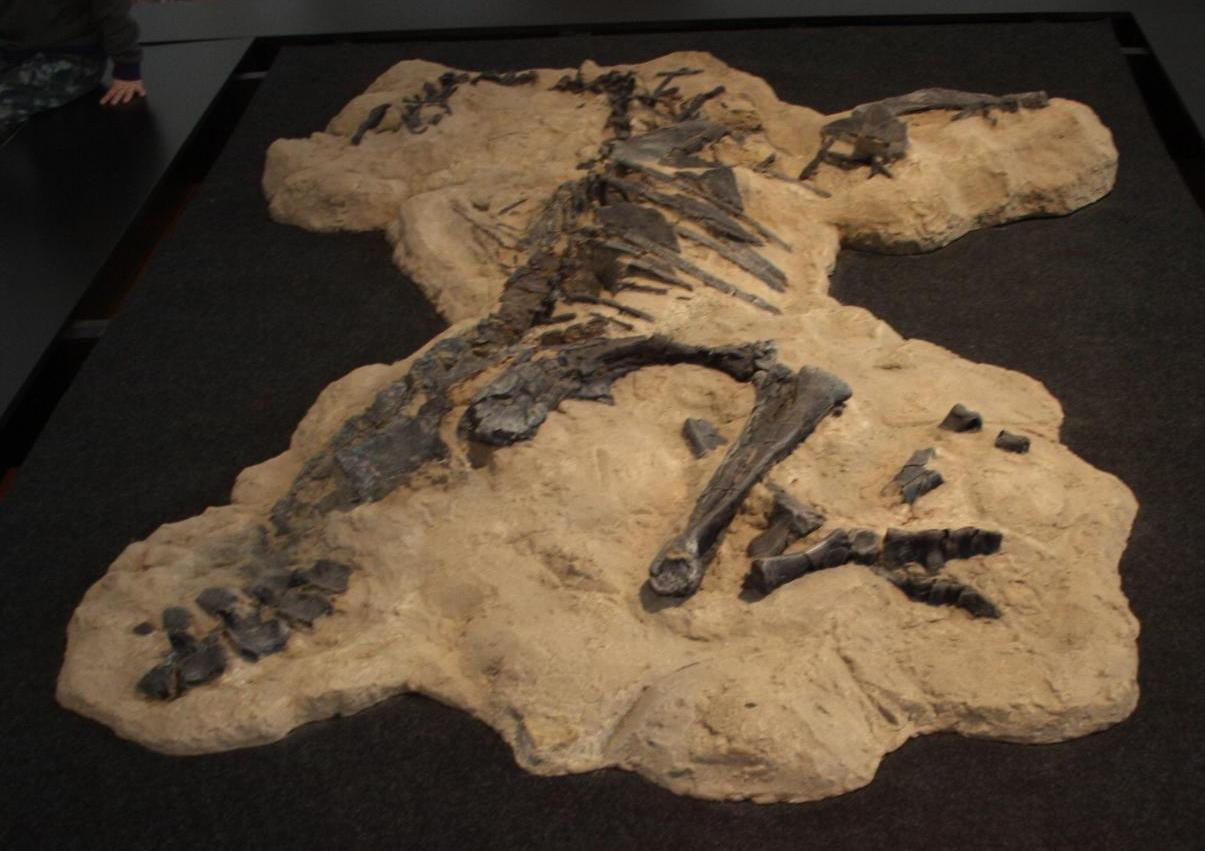
Fosilie ornitopoda rodu Talenkauen.

## Ornitopodní dinosauři
- Talenkauen santacrucensis

## Sauropodní dinosauři
- Dreadnoughtus schrani[7]
- Puertasaurus reuili[8]

## Teropodní dinosauři
- Austrocheirus isasii
- Orkoraptor burkei[9]